# Maurice Sendak
Maurice Sendak (n. 10 iunie 1928, New York City, New York, SUA – d. 8 mai 2012, Connecticut, SUA) este un scriitor și ilustrator de literatură pentru copii american. S-a născut la Brooklyn în familia unor evrei polonezi. Este cunoscut în special pentru cartea sa Unde Lucrurile Sălbatice Sunt, publicată în 1963. 
A realizat ilustrații la peste de 80 de cărți pentru copii, ale altor scriitori, înainte de a scrie el însuși.  
A colaborat cu Carole King la filmul muzical Really Rosie (1978) și a creat producția de scenă pentru Flautul fermecat (1980) și Spărgătorul de Nuci (1983).